# Spoleben
|  | Flytteforslag Denne side er foreslået flyttet til Spolebenet. Klik her for at se flytteforslaget. |

Spolebenet eller radius er den tykkeste af de to lange knogler, der udgør underarmen; den anden tyndere knogle hedder ulna (eller albuebenet). Begge knogler danner led i albuen til humerus (overarmsknoglen) i den proximale ende og til hånden i den distale ende. 